# Жирятіно (Брянська область)
Жиря́тіно (рос. Жирятино) — село в Росії, у Жирятінському районі Брянської області. Районний центр.
Село розташоване на річці Судость, правій притоці Десни, за 24 км на північний захід від селища та залізничної станції Вигоничі.
Населення села становить 2 397 осіб (2009; 2 371 в 2002).